# تاو¹ دلو
تاو¹ دلو یک ستاره است که در صورت فلکی دلو قرار دارد.